# Gigante da Colina
Grêmio Recreativo e Escola de Samba Gigante da Colina é uma escola de samba brasileira, sediada em Varjão, no Distrito Federal.
Fundada em 11 de abril de 2009, a escola foi criada por torcedores do Clube de Regatas Vasco da Gama, sendo a primeira escola de samba vascaína do país. Tem registro na região administrativa do SIA, porém sua sede funciona na região administrativa de Varjão, onde exerce uma presença com vários projetos sociais. 
Seu nome é uma referência ao apelido do clube de futebol carioca 

## História
A Gigante da Colina estreou no Carnaval de Brasília em 2010 como escola pleiteante , desfilando ao lado da Unidos do Varjão e da Gaviões da Fiel de Águas Claras.
Ao desfilar, sem competir, a escola se classificou para o Grupo II do Carnaval de Brasília para 2011.
Sua madrinha é Fernanda Abreu e seu padrinho é o ex-goleiro Carlos Germano.

## Segmentos

### Presidentes
| Nome           | Mandato      | Ref. |
| -------------- | ------------ | ---- |
| Fabiano Duarte | 2009 - atual |      |

### Diretores
| Ano  | Diretor de Carnaval | Diretor de harmonia       | Mestre de bateria      | Ref. |
| ---- | ------------------- | ------------------------- | ---------------------- | ---- |
| 2014 |                     | André Garcia e Rani Costa | Mestre Alexandre Mamãe |      |
| 2015 |                     |                           |                        |      |

### Coreógrafo
| Ano  | Nome | Ref. |
| ---- | ---- | ---- |
| 2014 |      |      |
| 2015 |      |      |

### Casal de Mestre-sala e Porta-bandeira
| Ano  | Nome                         |
| ---- | ---------------------------- |
| 2014 | Wallace Gabriel e Rari Costa |
| 2015 | Wallace Gabriel e Rari Costa |

### Corte de bateria
| Ano  | Rainha      | Madrinha     | Ref. |
| ---- | ----------- | ------------ | ---- |
| 2014 | Karine Reis | Ana Karoline |      |
| 2015 |             |              |      |

## Carnavais
| Gigante da Colina | Gigante da Colina | Gigante da Colina | Gigante da Colina                                                                 | Gigante da Colina    | Gigante da Colina      | Gigante da Colina | Gigante da Colina | Gigante da Colina | Gigante da Colina | Gigante da Colina |
| Ano               | Colocação         | Grupo             | Enredo                                                                            | Carnavalesco         | Compositor             |                   |                   |                   |                   |                   |
| ----------------- | ----------------- | ----------------- | --------------------------------------------------------------------------------- | -------------------- | ---------------------- | ----------------- | ----------------- | ----------------- | ----------------- | ----------------- |
| 2010              | Aprovada          | Pleiteante        | Dos mares à consagração - A Gigante é o Vasco em um só pavilhão                   | Comissão de Carnaval | Ademir Martinello      |                   |                   |                   |                   |                   |
| 2011              | Campeã            | Grupo 3           | Dos mares à consagração - A Gigante é o Vasco em um só pavilhão(reedição de 2010) | Comissão de Carnaval | Ademir Martinello      |                   |                   |                   |                   |                   |
| 2012              | 2º Lugar          | Grupo 3           | Orquestra dos Meninos                                                             | Comissão de Carnaval | Serginho Gama Tijucano |                   |                   |                   |                   |                   |
| 2013              | Campeã            | Grupo 3           | Do Crepúsculo a alvorada o despertar das Ilusões                                  | Rodrigo Almeida      | Alexandre Mamãe        |                   |                   |                   |                   |                   |
| 2014              | 5º Lugar          | Acesso            | República Federativa do Bra"Z"il que deu certo                                    | Comissão de carnaval | Serginho Gama Tijucano |                   |                   |                   |                   |                   |
| 2015              |                   | Acesso I          | Quem tem medo de mandinga, que carregue patuá                                     |                      |                        |                   |                   |                   |                   |                   |
|                   |                   |                   |                                                                                   |                      |                        |                   |                   |                   |                   |                   |